# St. Michael (Zieglbach)

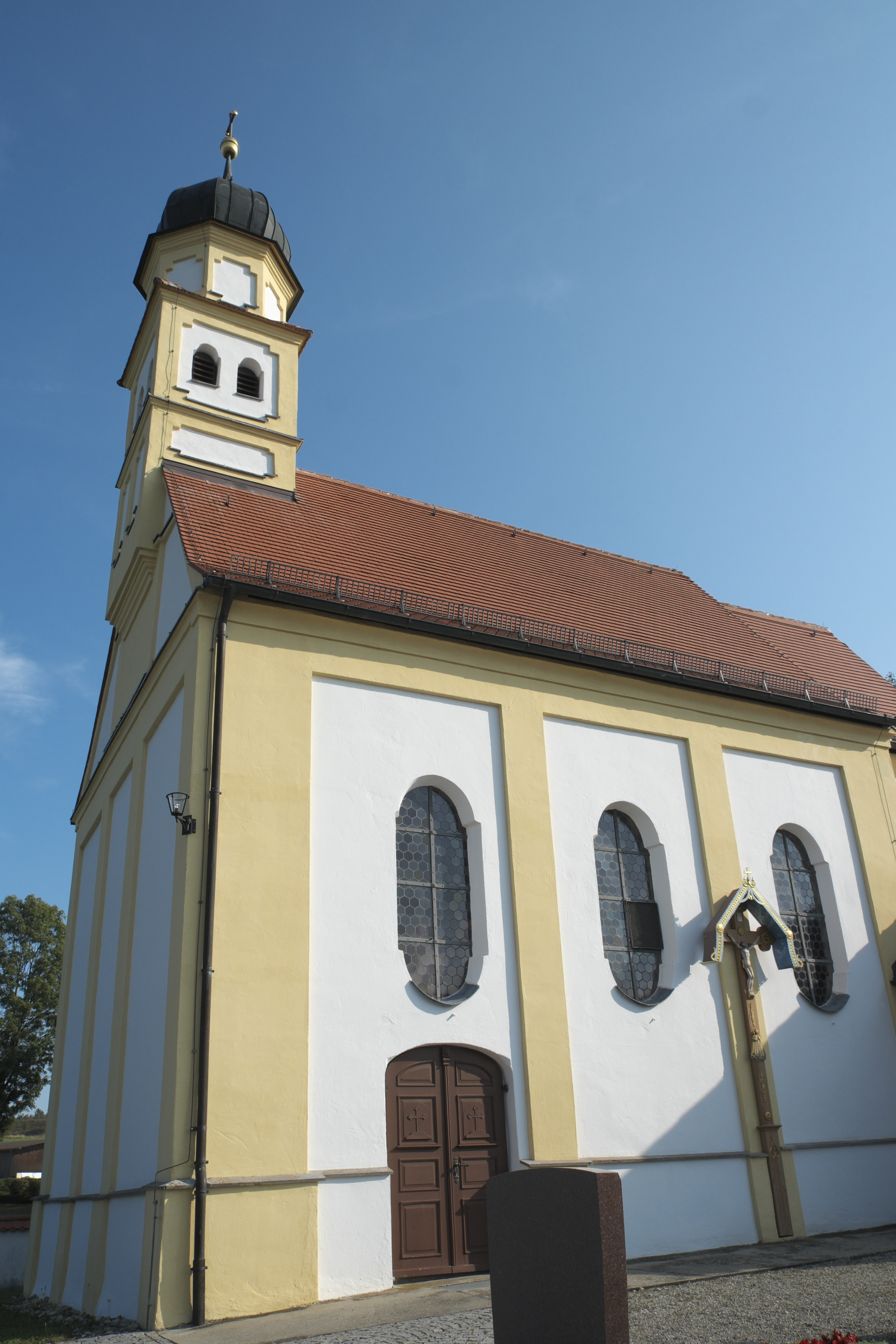
Kirche St. Michael

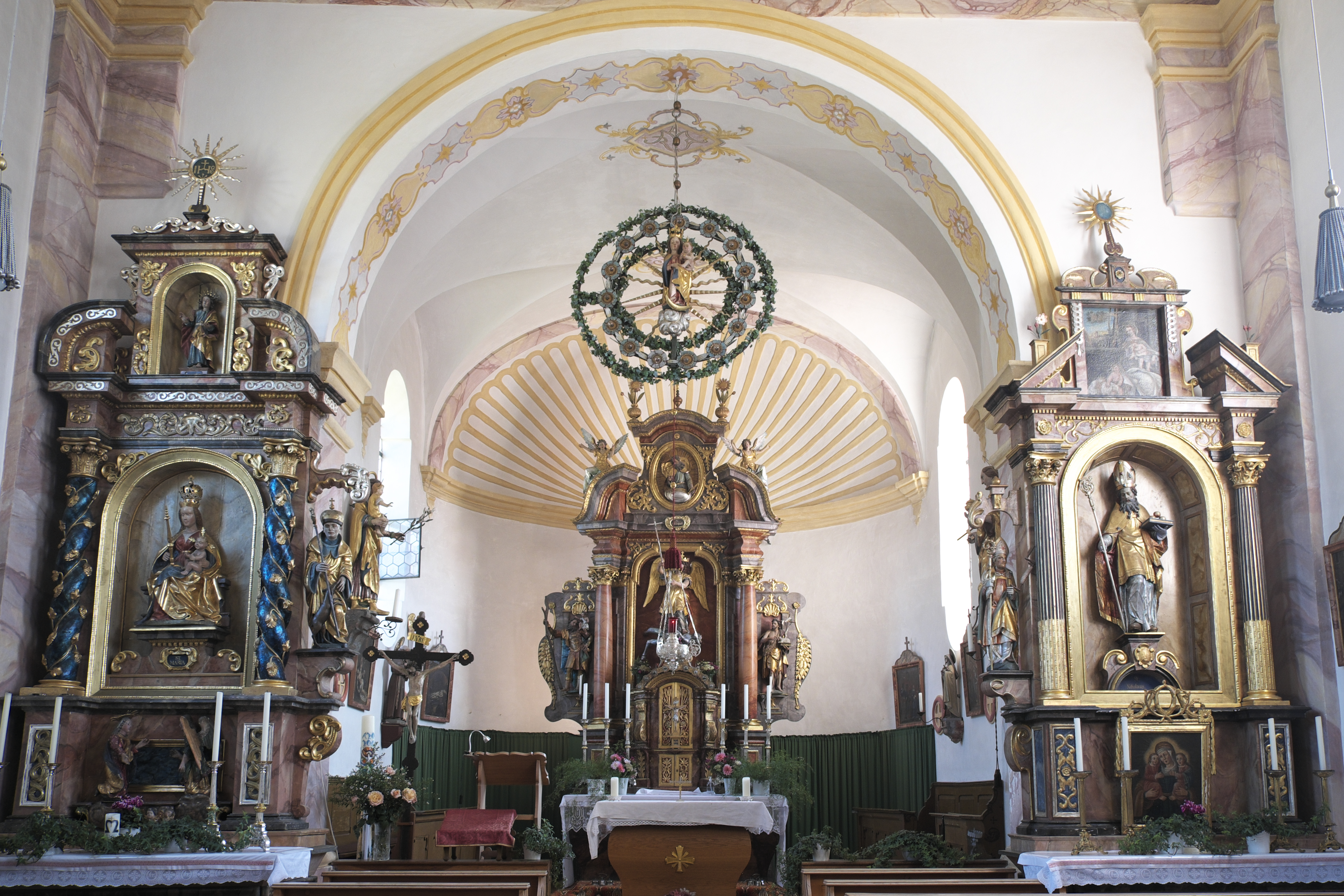
Innenraum

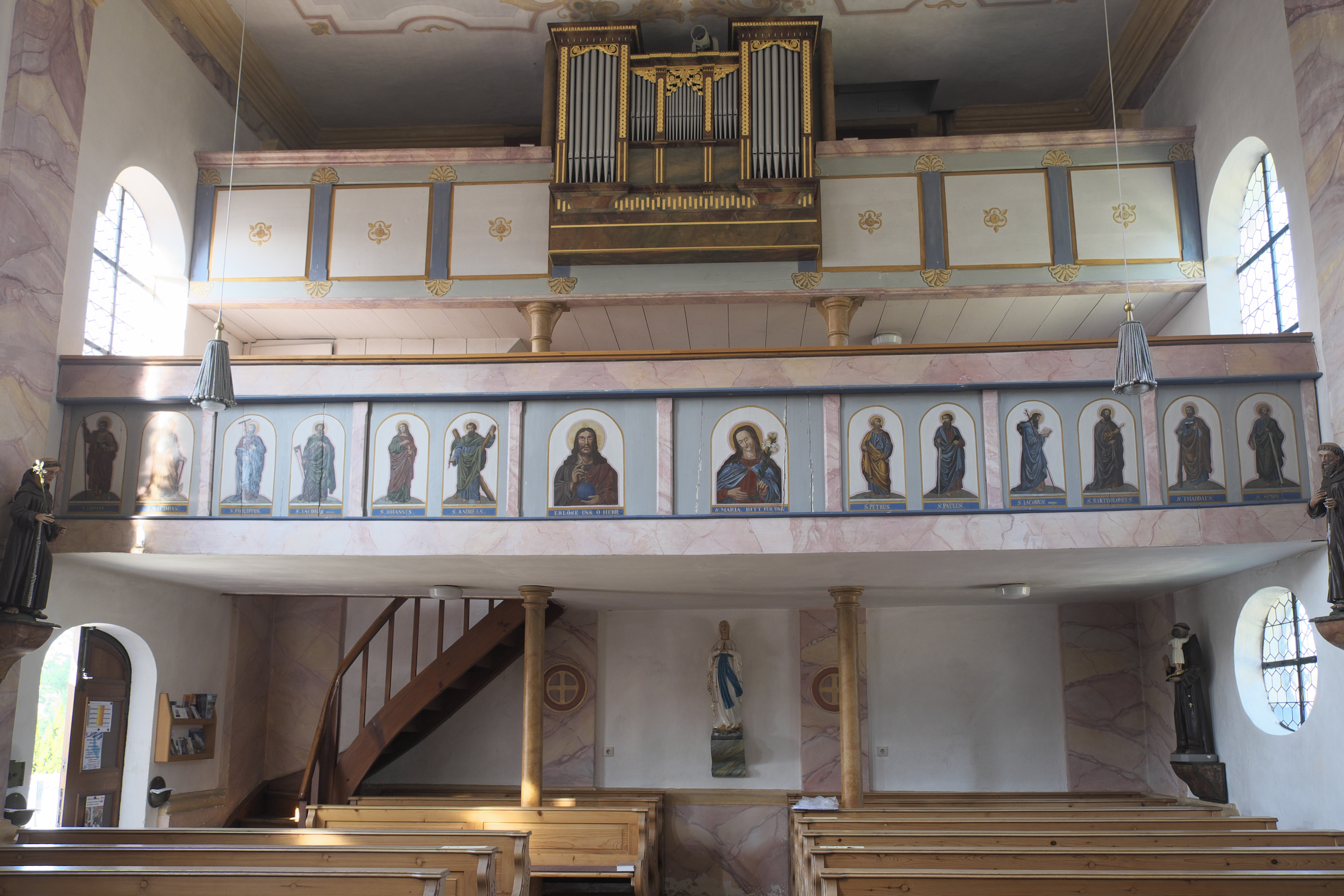
Empore

Die Filialkirche St. Michael in Zieglbach, einem Ortsteil der Gemeinde Dasing, etwa zwölf Kilometer östlich von Augsburg gelegen, ist ein barockes Kirchengebäude, das im späten 17. Jahrhundert an der Stelle eines gotischen Vorgängerbaus errichtet wurde. Die Kirche gehört zu den geschützten Baudenkmälern in Bayern.

## Geschichte
Die Kirche mit dem ehemaligen Patrozinium St. Nikolaus war früher eine eigene, aber sehr ärmliche Pfarrei. Noch im Jahr 1883 unterstand sie dem Augsburger Domkapitel. Da sie sich nicht auf Dauer halten konnte, wurde sie in die Pfarrei Wessiszell inkorporiert. Die heutige Kirche ist ein einheitlicher Neubau von 1686 (oder 1696). Der Baumeister ist aus den vorliegenden Quellen nicht ersichtlich.

## Architektur
Auf dem Westgiebel sitzt ein durch Gesimse gegliederter Dachreiter, der von einem kurzen Oktogon mit Zwiebelhaube bekrönt wird. Das dreijochige Langhaus wird außen durch Lisenen und innen durch Pilaster gegliedert. Der Innenraum, ein flachgedeckter Saalbau, öffnet sich im Osten zu einem eingezogenen, halbrund geschlossenen Chor mit Stichkappentonne. Den westlichen Abschluss des Langhauses bildet eine Doppelempore, auf der im oberen Teil die Orgel eingebaut ist. Die Flachdecke ist mit einem spärlichen Stuckdekor  
verziert. Die jochtrennenden Pilaster im Langhaus sind marmoriert bemalt.

## Ausstattung

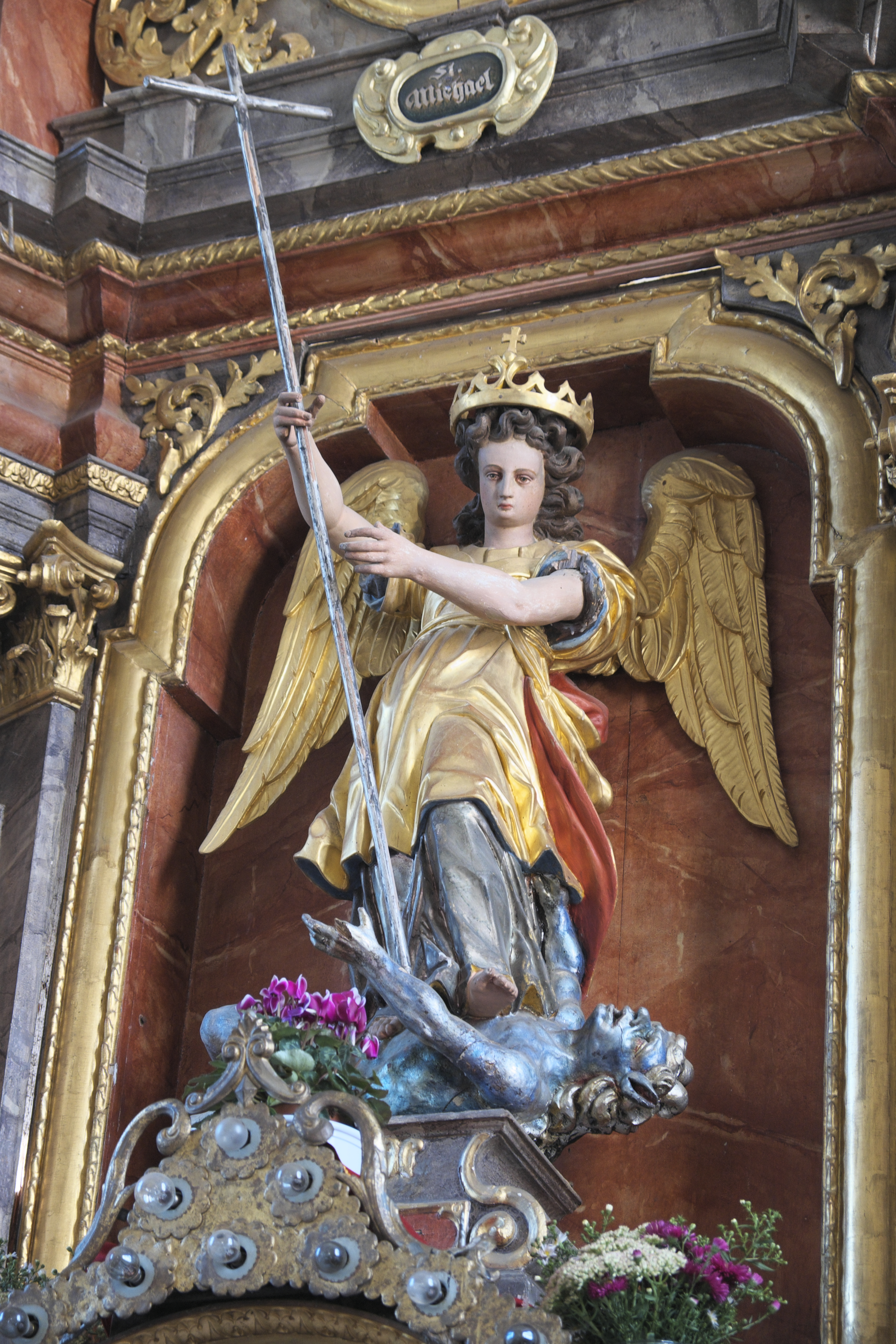
Hochaltar, Erzengel Michael

- Die drei hochbarocken Altäre mit Figuren des Landsberger Bildhauers Lorenz Luidl stammen aus der Erbauungszeit. Im Zentrum des Hochaltars steht der Erzengel Michael, der Kirchenpatron, der Luzifer besiegt. Seitlich stehen der heilige Christophorus und Johannes der Täufer, im Auszug thront Gottvater. Im rechten Seitenaltar ist der heilige Nikolaus dargestellt, der frühere Schutzpatron der Kirche. Die Figur der Madonna mit Kind im linken  Seitenaltar stammt aus der Zeit um 1500/10. In die gleiche Zeit werden auch die Assistenzfiguren des heiligen Ägidius am linken Altar und des heiligen Erasmus am rechten Seitenaltar datiert. Ägidius ist mit seinem Attribut, der Hirschkuh, dargestellt, Erasmus mit einer Winde, mit der er nach der Legende gefoltert wurde. Im Auszug des linken Altars ist eine Figur des Evangelisten Johannes zu sehen.
- Am Chorbogen hängt eine Rosenkranzmadonna aus dem Anfang des 16. Jahrhunderts.
- Die Kanzel ist eine Arbeit aus der Zeit um 1860. Am Kanzelkorb sind die vier Evangelisten mit ihren Symbolen dargestellt.

- An der Brüstung der unteren Empore sind die Apostel dargestellt.
- An der Südseite des Langhauses steht die farbig gefasste Schnitzfigur des Erzengels Michael, der die Seelen wiegt. Die Figur, die in Kniehöhe abgesägt ist, stammt aus der zweiten Hälfte des 15. Jahrhunderts.

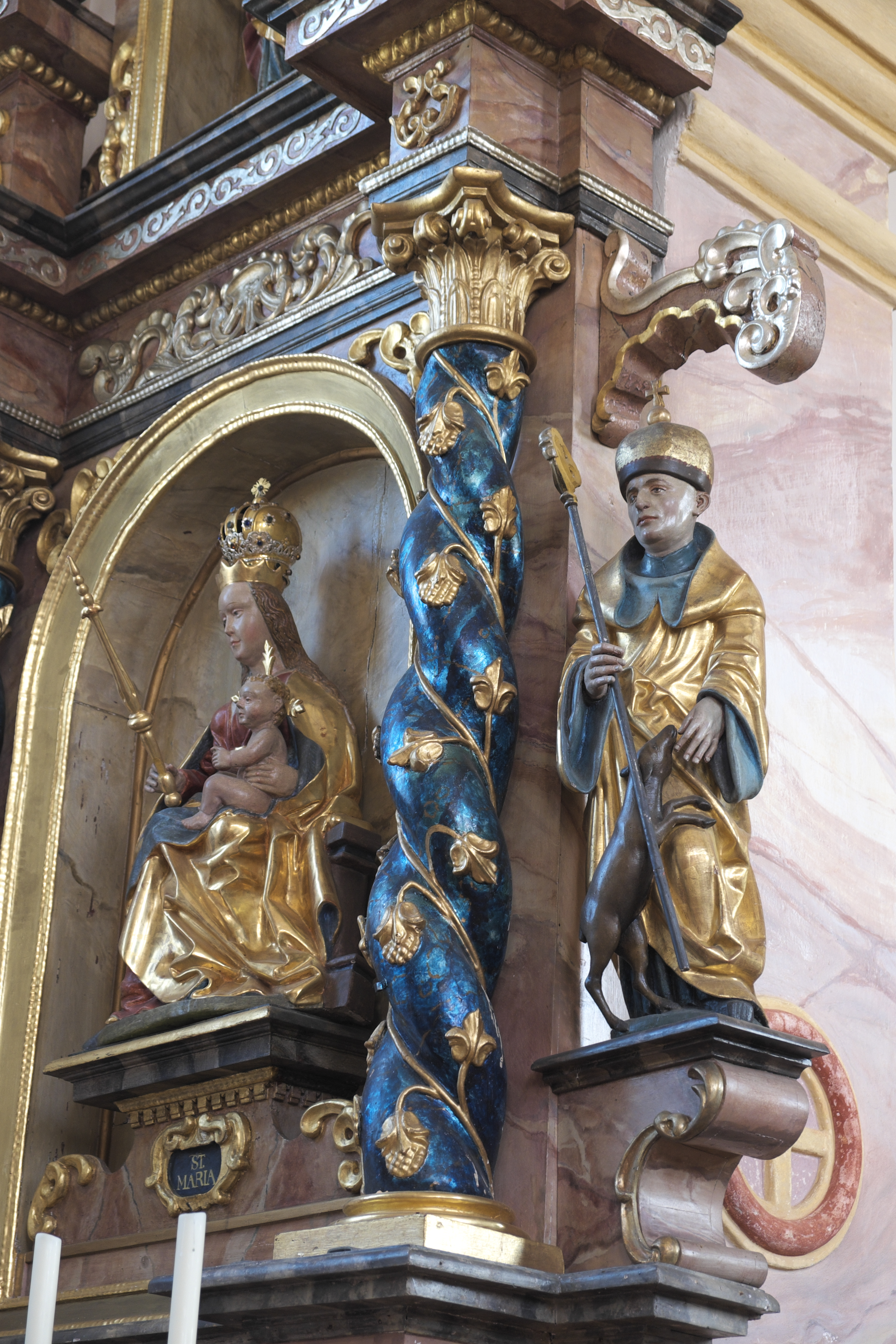
Linker Seitenaltar
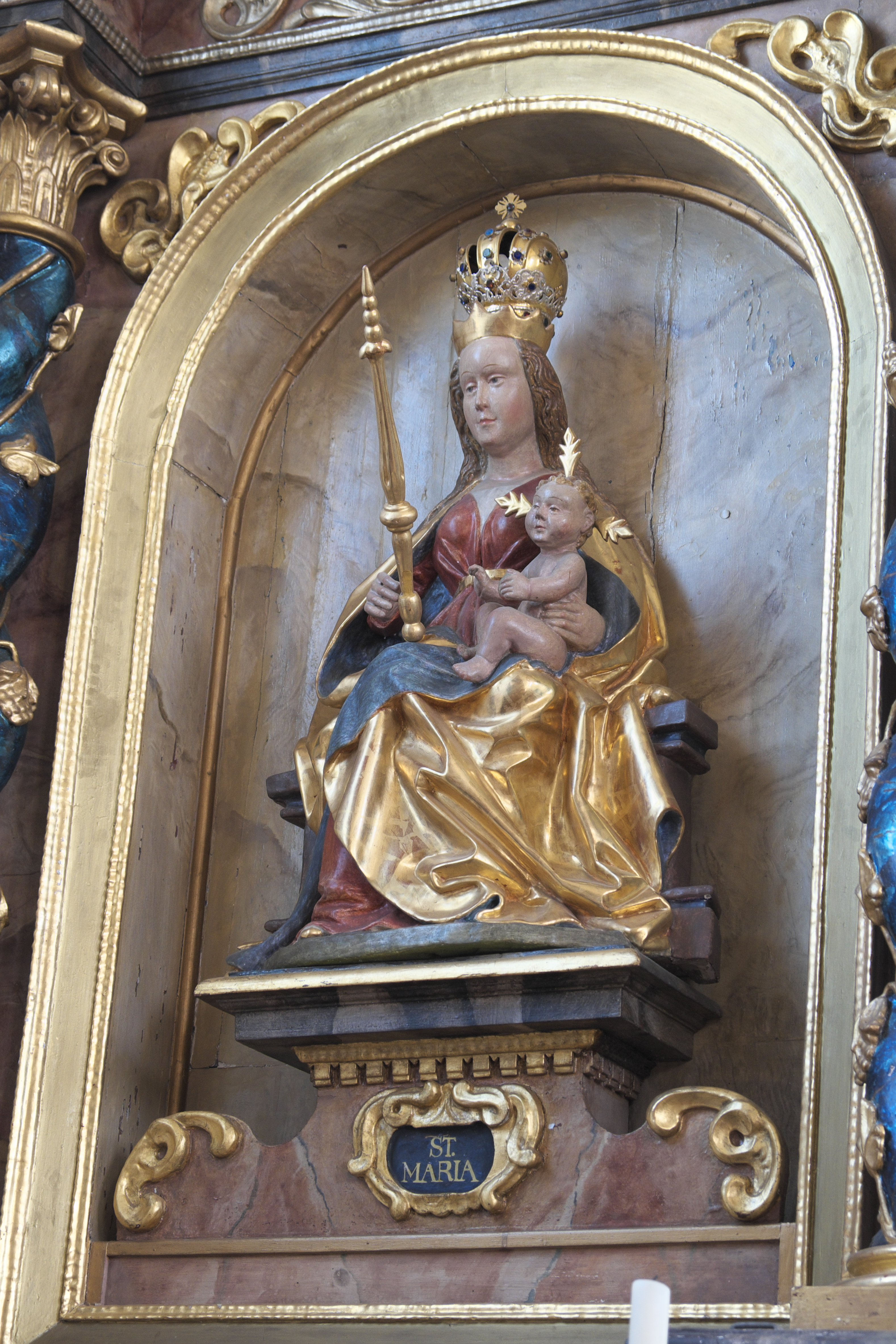
Madonna mit Kind, um 1500/10
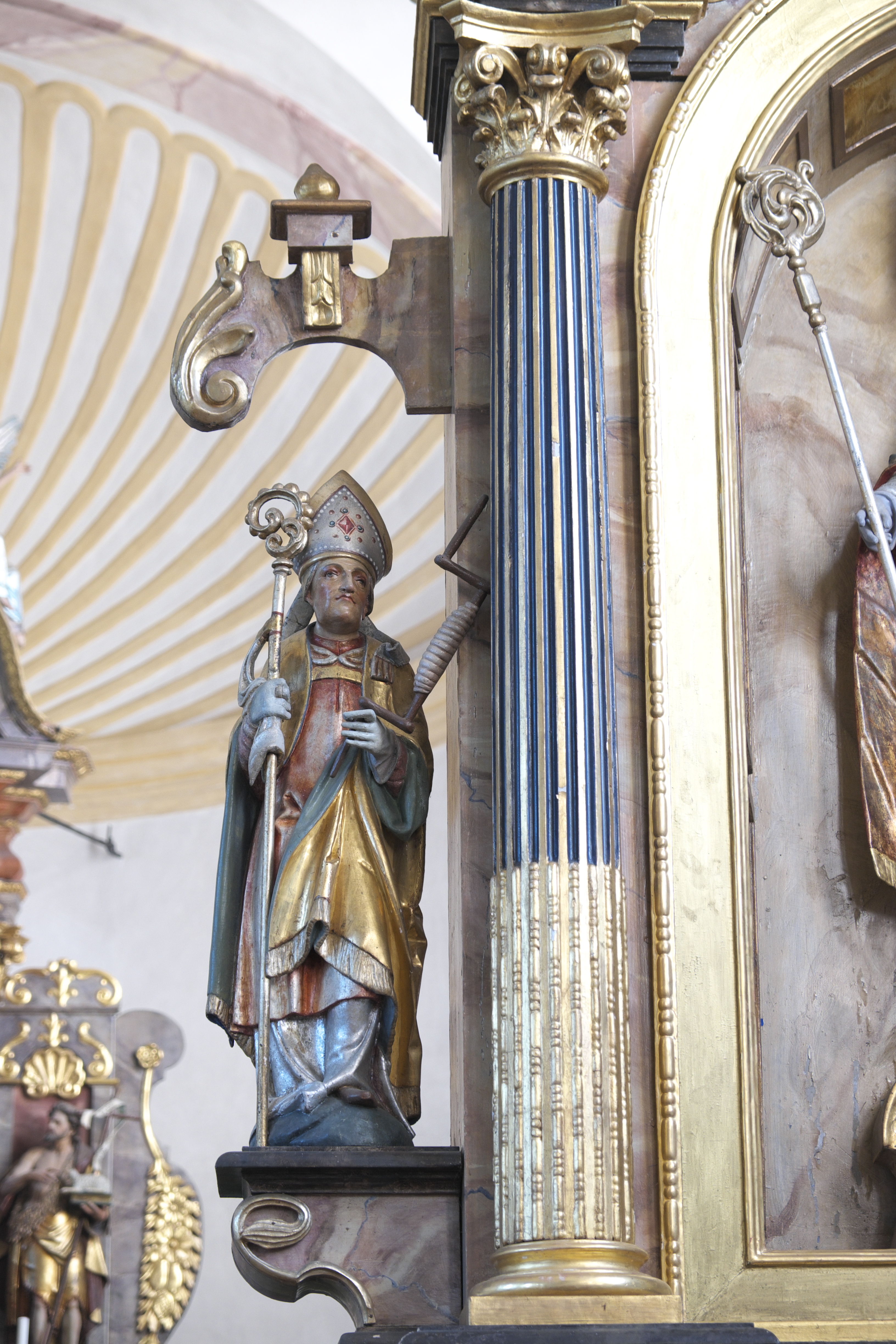
Heiliger Erasmus
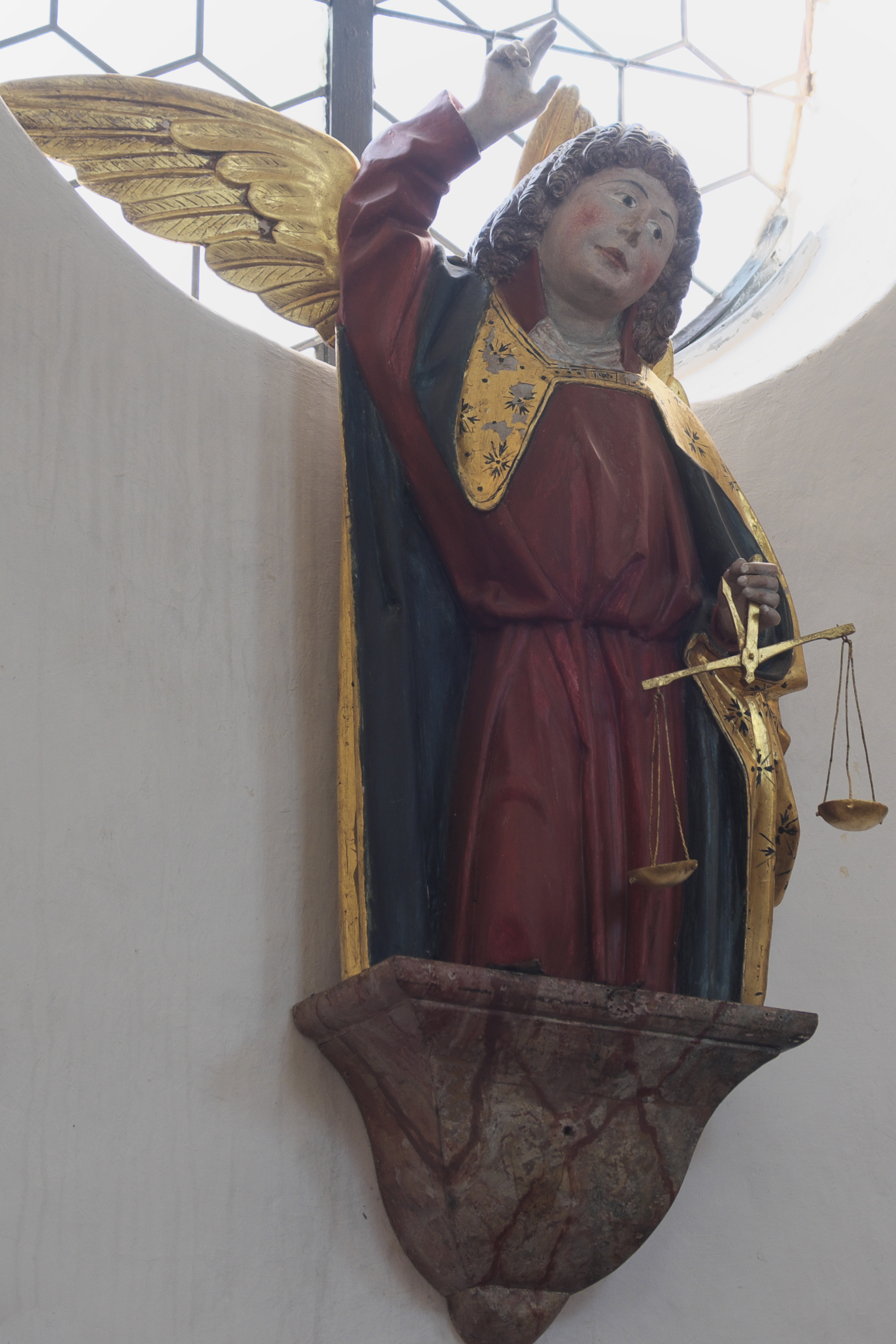
Erzengel Michael aus dem 15. Jahrhundert